# Welsh-terrier
Welsh Terrier er en hunderace af typen terrier. Den er velegnet til jagt på ræve, fugle og grævlinge og til at holde som kæledyr. Den kommer oprindeligt fra Wales og har eksisteret siden 1800'erne. Dens stamfader er Old English Black and Tan terrier, der eksisterede i England så tidligt som i 13. århundrede. Den har også eksisteret i Wales, og det var dér, den endeligt blev registreret af "The Kennel Club" under navnet Welsh Terrier. Indtil 1900 blev den kaldt "Old English Terrier" eller "Black and Tan Rough Haired Terrier". Hunderacen har været anerkendt siden 1886 og er mere udbredt end både Airedaleterrier og Foxterrier. 

## Udseende
Denne hund er kendt for sine brune og sorte pelsfarver. Den kan blive op til 39 cm(15") og veje op mod 15 kg.
Pelsen består af to lag; det inderste isolerer, og det yderste lag beskytter mod snavs, regn og vind. Et specielt kendetegn er en/to små hvide pletter på brystet.

## Væremåde/Temperament
En Welsh Terrier er en terrier i en nøddeskal. Den vil meget gerne bestemme, men i de rigtige hænder er det en glad og livlig hund. Racen har ikke direkte nemt ved at lære og udføre øvelser, men derimod bliver den aldrig træt og elsker at befinde sig/lege udenfor. Som sagt er det en meget aktiv hund, og den er bestemt ikke bange for at 'slås'. Derfor skal man som ejer stimulere dens opførsel og ikke lade dens natur tage over. Eftersom det er en jagtterrier, kan mangel på menneskeligt nærvær skade hundens psyke.
Racen kan uden problemer befinde sig i lokale med småbørn; den elsker at lege med og/eller blot at observere børn.